# Camaguán (município)
Camaguán é um município da Venezuela localizado no estado de Guárico.
A capital do município é a cidade de Camaguan.